# Плагіоніт
Плагіоніт (англ. plagionite; нім. Plagionit m) — мінерал, стибієва сульфосіль свинцю.
Від грецьк. «плагіос» — скісний (G.Rose, 1833).
Синонім — розеніт.

## Загальний опис
Хімічна формула: Pb5Sb8S17.
Склад у %: Pb — 40,75; Sb — 37,78; S — 21,47.
Сингонія моноклінна. Призматичний вид.
Утворює зернисті і дрібноголчаті агрегати, щільні маси.
Спайність ясна.
Густина 5,56 (5,4—5,6).
Твердість 2,5 (2—3).
Колір і риса свинцево-сірі.
Злам раковистий.
Блиск металічний. Непрозорий.
Анізотропний.
Крихкий.
Зустрічається в гідротермальних родовищах з іншими сульфосолями сви-нцю в Баварії, Сх. Гарці (ФРН); Оруро (Болівія); Гурдара (Таджикистан). Рідкісний.